# Órbita lunar

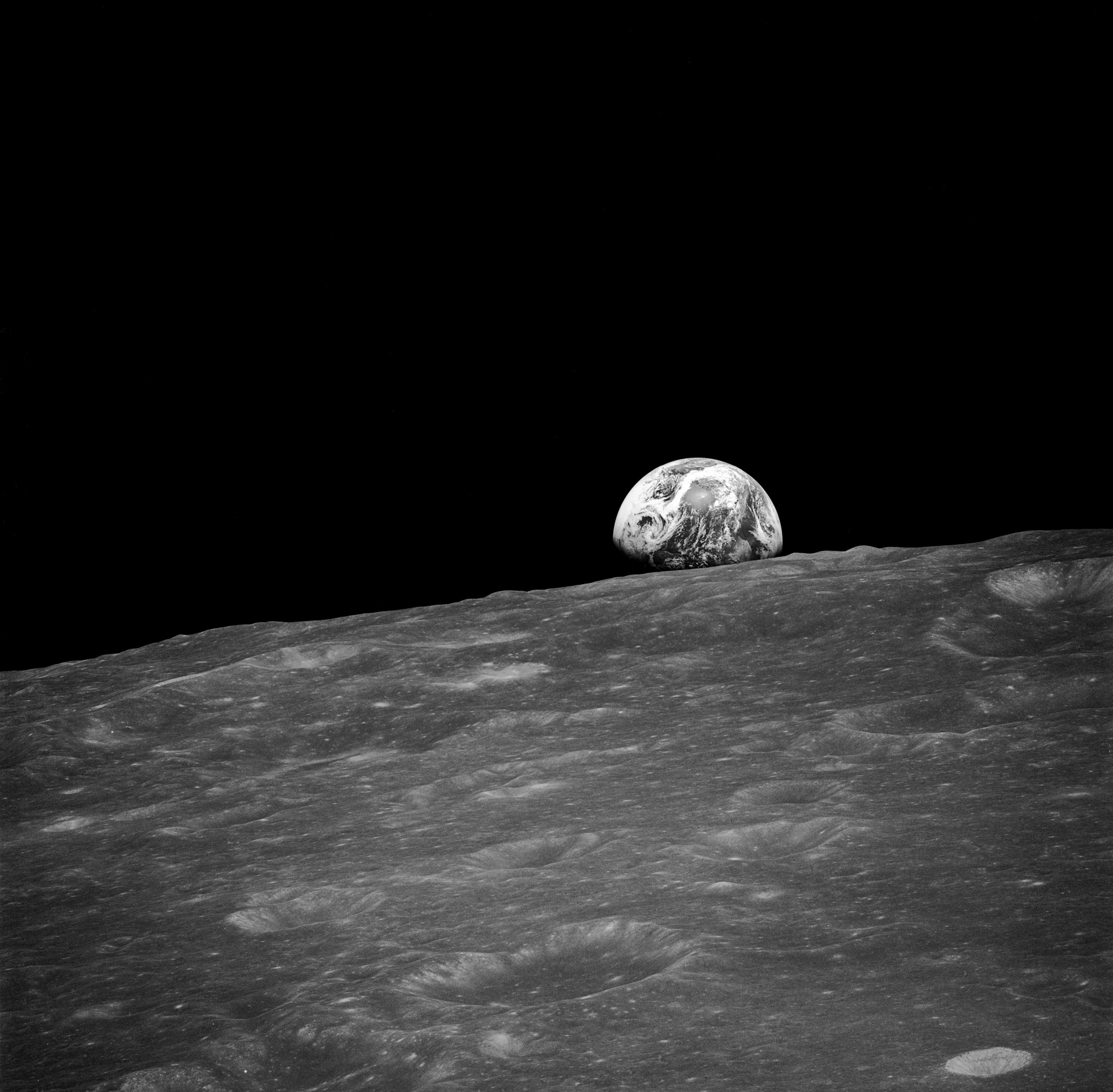
A Lua da órbita lunar, com o planeta Terra subindo no horizonte, tirada na missão Apollo 8 pelo astronauta William Anders em 24 de dezembro de 1968

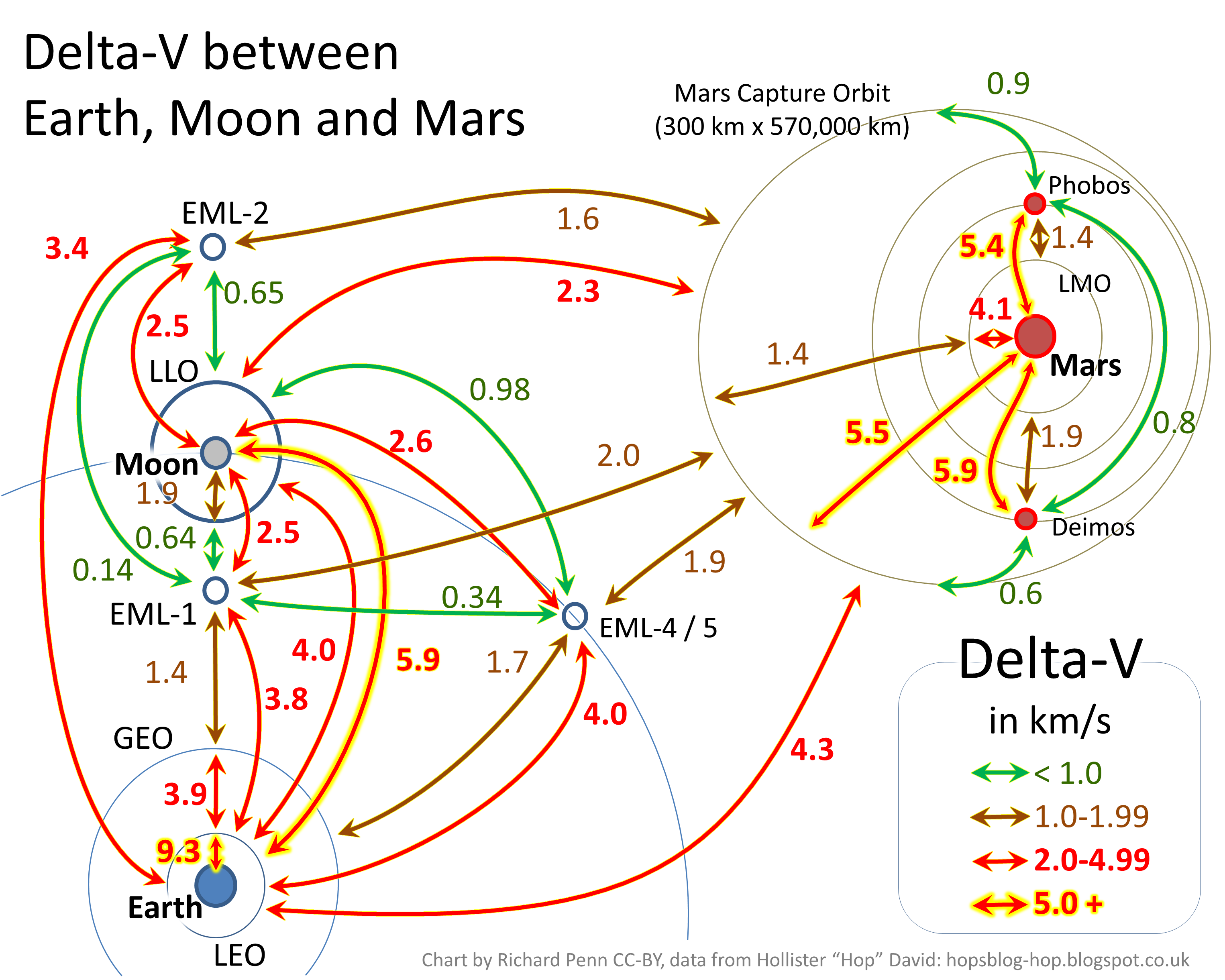
Representação de delta-v para órbitas lunares

Na astronomia, a órbita lunar (também conhecida como órbita selenocêntrica) é a órbita de um objeto ao redor da Lua.
Conforme usado no programa espacial, isso se refere não à órbita da Lua em torno da Terra, mas às órbitas de sondas espaciais ao redor da Lua. A altitude no apoapsis (ponto mais distante do centro de atração) para uma órbita lunar é conhecida como apoluna, apocintio ou aposeleno, enquanto o periapsis (ponto mais próximo do centro de atração) é conhecido como perilúnio, pericintão ou periseleno, de nomes ou epítetos da deusa da lua.
Inserção da órbita lunar (LOI) é o ajuste para atingir a órbita lunar, como realizado pela espaçonave Apollo, por exemplo.
Órbita lunar baixa (LLO) são órbitas abaixo de 100 km de altitude. Têm um período de aproximadamente 2 horas. Eles são de particular interesse na exploração da Lua, mas sofrem de efeitos de perturbação gravitacional que os tornam mais instáveis e deixam apenas algumas inclinações orbitais possíveis para órbitas congeladas indefinidas, úteis para estadias de longo prazo em LLO.

## Espaçonave robótica

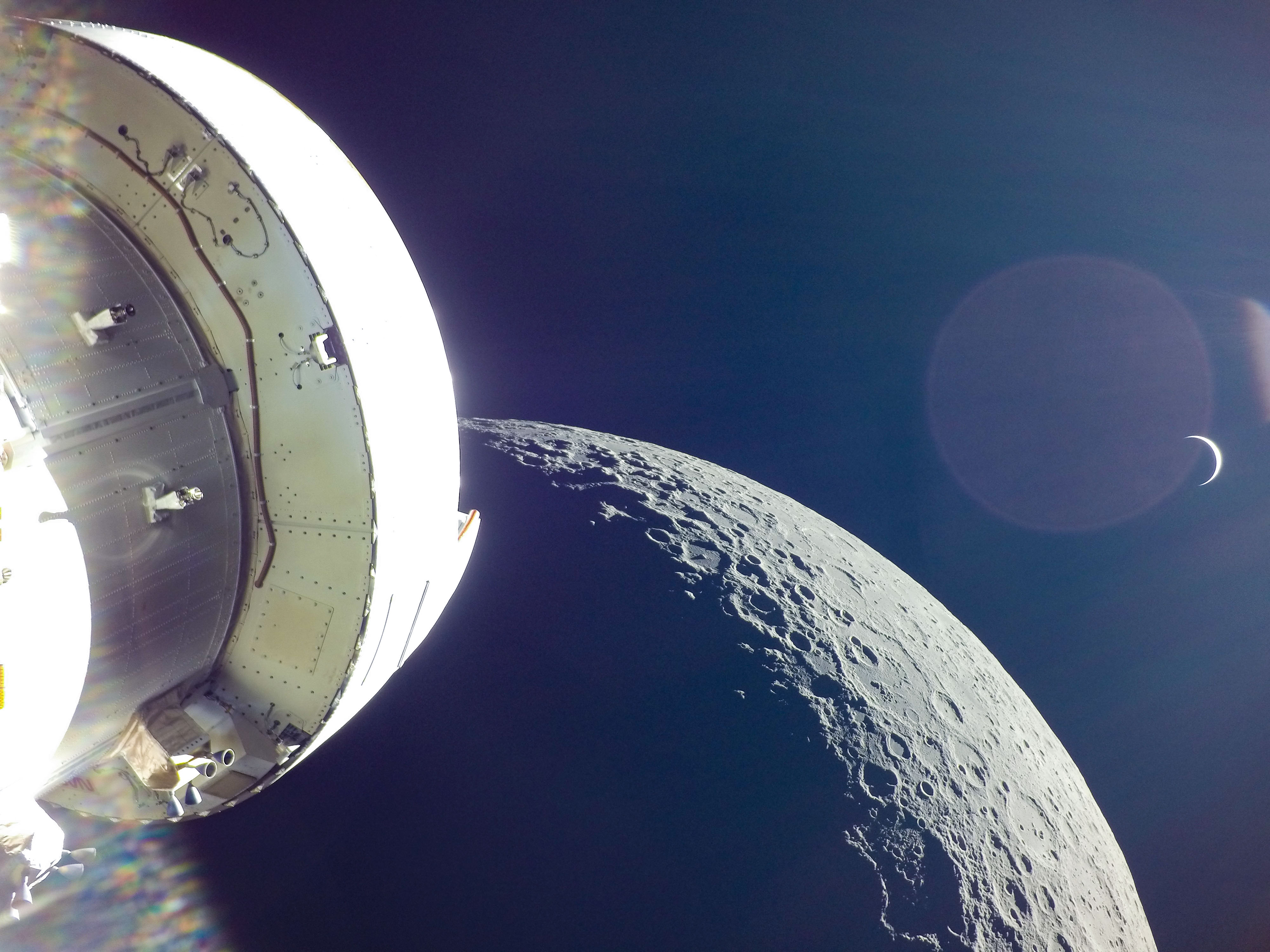
Cápsula Orion de Artemis 1 acima da Lua

A União Soviética enviou a primeira sonda espacial para as proximidades da Lua, o veículo robótico Luna 1, em 4 de janeiro de 1959. Ele passou a 6.000 quilômetros da superfície da Lua, mas não atingiu a órbita lunar. Luna 3, lançada em 4 de outubro de 1959, foi a primeira sonda espacial robótica a completar uma trajetória circunlunar de retorno livre, ainda não uma órbita lunar, mas uma trajetória em forma de 8 que girou em torno do lado oculto da Lua e retornou à Terra. Esta sonda forneceu as primeiras imagens do outro lado oculto da superfície lunar.
A Luna 10 se tornou a primeira sonda espacial a realmente orbitar a Lua em abril de 1966. Estudou o fluxo de micrometeoroides e o ambiente lunar até 30 de maio de 1966. Uma missão subsequente, Luna 11, foi lançada em 24 de agosto de 1966 e estudou anomalias gravitacionais lunares, radiação e medições do vento solar.
A primeira sonda espacial dos Estados Unidos a orbitar a Lua foi a Lunar Orbiter 1 em 14 de agosto de 1966. A primeira órbita foi uma órbita elíptica, com um apoluna de 1.867 km e um perilúnio de 189.1 km. Em seguida, a órbita foi circularizada em cerca de 310 km para obter imagens adequadas. Cinco dessas sondas espaciais foram lançadas durante um período de treze meses, todas as quais mapearam com sucesso a Lua, principalmente com o objetivo de encontrar locais de pouso adequados para o programa Apollo.
O mais recente foi o Lunar Atmosphere and Dust Environment Explorer (LADEE), que se tornou um experimento de impacto balístico em 2014.

## Espaçonave tripulada
O Módulo de Comando e Serviço do programa Apollo permaneceu em uma órbita de estacionamento lunar enquanto o Módulo Lunar pousou. O Módulo de Comando e Serviço e Módulo Lunar combinados primeiro entrariam em uma órbita elíptica, nominalmente 310 km por 110 km, que foi então alterada para uma órbita de estacionamento circular de cerca de 110 km. Os períodos orbitais variam de acordo com a soma de apoapsis e periapsis, e para o Módulo de Comando e Serviço foram cerca de duas horas. O Módulo Lunar começou sua sequência de pouso com uma queima de Inserção da Órbita de Descida (DOI) para reduzir seu periapsis para cerca de 15 km, escolhido para evitar atingir montanhas lunares que atingem alturas de 6.1 km. Após a segunda missão de pouso, o procedimento foi alterado na Apollo 14 para economizar mais combustível do Módulo Lunar para sua descida motorizada, usando o combustível do Módulo de Comando e Serviço para realizar a queima do DOI e, posteriormente, elevar seu periapsis de volta a uma órbita circular após o Módulo Lunar ter fez seu pouso.

## Efeitos de perturbação
Anomalias gravitacionais distorcendo levemente as órbitas de alguns Órbitadores Lunares levaram à descoberta de concentrações de massa (apelidadas de mascons) sob a superfície lunar causadas por grandes corpos impactantes em algum momento remoto no passado. Essas anomalias são de magnitude suficiente para fazer com que uma órbita lunar mude significativamente ao longo de vários dias. Eles podem fazer com que um prumo fique pendurado cerca de um terço de grau na vertical, apontando para o mascon, e aumente a força da gravidade em meio por cento. A primeira missão de pouso tripulado da Apollo 11 empregou a primeira tentativa de corrigir o efeito de perturbação (as órbitas congeladas não eram conhecidas na época). A órbita de estacionamento foi "circularizada" em 122 km por 100 km, que se esperava que se tornasse a circular nominal de 110 km quando o Módulo Lunar fez seu encontro de retorno com o Módulo de Comando e Serviço. Mas o efeito foi superestimado por um fator de dois; no encontro, a órbita foi calculada em 117 km por 105.2 km.
O estudo do efeito dos mascons em espaçonaves lunares levou à descoberta em 2001 de "órbitas congeladas" ocorrendo em quatro inclinações orbitais: 27°, 50°, 76° e 86°, nas quais uma espaçonave pode permanecer em uma órbita baixa indefinidamente. O subsatélite da Apollo 15 PFS-1 e o subsatélite da Apollo 16 PFS-2, ambos pequenos satélites lançados do Módulo de Comando e Serviço Apollo, contribuíram para esta descoberta. O PFS-1 acabou em uma órbita de longa duração, com inclinação de 28°, e completou com sucesso sua missão após um ano e meio. O PFS-2 foi colocado em uma inclinação orbital particularmente instável de 11° e durou apenas 35 dias em órbita antes de colidir com a superfície lunar.